# 27405 Danielfeeny
27405 Danielfeeny este un asteroid din centura principală de asteroizi.

## Descriere
27405 Danielfeeny este un asteroid din centura principală de asteroizi. A fost descoperit pe 9 martie 2000 la Socorro, New Mexico, în cadrul proiectului LINEAR. Asteroidul prezintă o orbită caracterizată de o semiaxă mare de 2,50 ua, o excentricitate de 0,14 și o înclinație de 2,1° în raport cu ecliptica.